# Nagy Miklós (színművész)
Nagy Miklós (Sztálinváros, 1957. március 6. – Budapest, 2006. január 9.) magyar színművész, rendező, író, színházigazgató, a Ruttkai Éva Színház alapítója.

## Életpálya
Dunaújvárosban (akkor Sztálinváros) született, 1957. március 6-án. Kaposváron a Táncsics Mihály Gimnáziumban érettségizett. 1977-ben hivatásos fényképész szakmunkás lett, abban az évben a Szegedi Nemzeti Színház csoportos szereplője.
1983-ban a Színház- és Filmművészeti Főiskolán színművészként diplomázott, Marton László osztályában. 1983-tól a József Attila Színház tagja volt. 1994-ben Szalai Zsolttal megalapították a Ruttkai Éva Színházat, amelynek igazgatója, rendezője és színésze is volt. Színpadra alkalmazott darabokat, társszerzőként és színműíróként is bemutatkozott.
48 évesen, 2006. január 9-én hunyt el.

## Fontosabb színházi szerepei
- Friedrich Schiller: Stuart Mária... Mortimer
- William Shakespeare: III. Richárd... Ratcliff
- Ray Henderson: Diákszerelem... Jackie
- Makszim Gorkij: Éjjeli menedékhely... Szatyin
- Budapest Anno... szereplő
- Heinz Sobota – Nagy Miklós: A kurvapecér I–II. (börtönmonológ)... címszerep
- Nógrádi Gábor – Fekete Mari: Segítség, ember!... Kutya
- Valentyin Petrovics Katajev: A kör négyszögesítése... Iván
- Hubay Miklós: Tüzet viszek... Máté
- Leonyid Zorin: Varsói melódia... Viktor
- Zágon István – Nóti Károly – Eisemann Mihály – Vajda Anikó – Vajda Katalin: Hyppolit, a lakáj... Makáts Csaba
- Pierre Barillet – Jean-Pierre Grédy – Nádas Gábor – Szenes Iván: A kaktusz virága... Julien
- Göncz Árpád: Mérleg... A férfi
- Pataki Éva: Edith és Marlene... Leplée; Marcel; Raymond; Theo
- Brian Clark: Mégis kinek az élete?... Ken Harisson
- Noël Coward: Vidám kísértet... Charles
- Jonavan Druten – Christopher Isherwood – John Kander – Fred Ebb – Bradányi Iván: Cabaret... Konferanszié
- Molnár Ferenc – Zerkovitz Béla – Kellér Dezső: Doktor úr... Puzsér
- Szilágyi lászló – Zerkovitz Béla: Csókos asszony... Dorozsmay Pista
- Brandon Thomas – Nagy Miklós – Aldobolyi Nagy György – Szenes Iván: Charley nénje... Lord Frank Babberley
- Békeffi István – Stella Adorján: Janika... Fenek Jenő (kezdő író)
- Siposhegyi Péter: A semmi ágán... Attila

## Filmek, tv
- Kezdők (1983)
- Kőműves Kelemen
- Linda (sorozat) A szatír című rész (1984)...Fakanál
- Széchenyi napjai (sorozat)5. - 6.  rész (1985)... Széchenyi Ödön
- Hanna háborúja (1988)...Nyomozó
- Rózsaszín sorozat Bucciuolo leckéi című rész (1991)...2. testvér
- Schwajda György: A csoda (színházi előadás tv-felvétele) (1991)
- Szomszédok (sorozat) 231. 233. 238. rész (1996)
- Szárnyalás (2000)
- A négyes pálya - 2. rész (2001)
- Charley nénje (színházi előadás tv-felvétele) (2003)
- Friss levegő (2006)...Flórián

## Fontosabb rendezései
- Bengt Ahlfors: Színházkomédia
- Nógrádi Gábor – Fekete Mari: Segítség, ember!
- Heinz Sobota – Nagy Miklós: A kurvapecér l.-ll.
- Valentyin Petrovics Katajev: A kör négyszögesítése
- Hubay Miklós: Tüzet viszek
- Zágon István – Nóti Károly – Eisemann Mihály – Vajda Anikó – Vajda Katalin] Hyppolit, a lakáj
- Vajda Anikó: Mici néni két élete
- Jack Popplewell – Robert Thomas: A hölgy fecseg és nyomoz
- Grimm fivérek – Solti Gábor: Hamupipőke
- Robert Harling: Acélmagnóliák
- Siposhegyi Péter: A semmi ágán
- Pierre Barillet – Jean-Pierre Grédy – Nádas Gábor – Szenes Iván: A kaktusz virága
- Patrick Hamilton: Gázláng
- Willy Russel: Shirley Valentine
- Pataki Éva: Edith és Marlene
- Brian Clark: Mégis kinek az élete?
- Grimm fivérek – Nagy Miklós: A kis gyufaáruslány
- Noël Coward: Vidám kísértet
- Vajda Anikó: M. Monroe, az isteni nő
- Antoine de Saint-Exupéry – Nagy Miklós – Barcsik Vali: A kisherceg
- Békeffi István: Régi nyár
- Jonavan Druten – Christopher Isherwood – John Kander  – Fred Ebb – Bradányi Iván: Cabaret
- Molnár Ferenc – Zerkovitz Béla – Kellér Dezső: Doktor úr
- Szalai Zsolt – Nagy Miklós: Bocsánat, hogy maradok…
- Szilágyi lászló – Zerkovitz Béla: Csókos asszony
- Déry Tibor – Pós Sándor – Presser Gábor –  Adamis Anna: Képzelt riport egy amerikai popfesztiválról
- Brandon Thomas – Nagy Miklós – Aldobolyi Nagy György – Szenes Iván: Charley nénje
- Edmond Rostand – Szekeres Géza – Bradányi Iván: Cyrano
- Alexandro Umberto: Egyéjszakás kaland
- Robert Thomas: Nyolc nő
- Adolf Schütz – Günther Lesage: Sajnálom, Mr Tegnap!
- Vajda Anikó – Szekeres Géza – Bradányi Iván: Szerelmesnek áll... a világ!
- Siposhegyi Péter: Választás komédiája, avagy napjaink görbetükre
- Dan Goggin: Zárdazűr avagy apácák pácban
- Siposhegyi Péter: A semmi ágán...
- Nell Dunn: Gőzben

## Színpadi művei
- Love Story
- A kurvapecér
- A kurvapecér 2.